# Régny
Régny ist eine französische Gemeinde mit 1.447 Einwohnern (Stand: 1. Januar 2022) im Département Loire in der Region Auvergne-Rhône-Alpes. Sie gehört zum Arrondissement Roanne und zum Kanton Charlieu.

## Geographie
Die Gemeinde Régny liegt an der Grenze zum Département Rhône, etwa 13 Kilometer ostsüdöstlich von Roanne am Fluss Rhins. Umgeben wird Régny von den Nachbargemeinden Montagny im Norden, Saint-Victor-sur-Rhins im Osten, Amplepuis im Südosten, Lay und Saint-Symphorien-de-Lay im Süden, Neaux im Südwesten sowie Pradines im Westen. Régny hat einen Haltepunkt an der Bahnstrecke Le Coteau–Saint-Germain-au-Mont-d’Or und wird im Regionalverkehr von Zügen des TER Auvergne-Rhône-Alpes bedient.

## Bevölkerungsentwicklung
| Jahr                       | 1962 | 1968 | 1975 | 1982 | 1990 | 1999 | 2011 | 2022 |
| -------------------------- | ---- | ---- | ---- | ---- | ---- | ---- | ---- | ---- |
| Einwohner                  | 2394 | 2414 | 2131 | 2041 | 1805 | 1617 | 1614 | 1447 |
| Quellen: Cassini und INSEE |      |      |      |      |      |      |      |      |

## Sehenswürdigkeiten

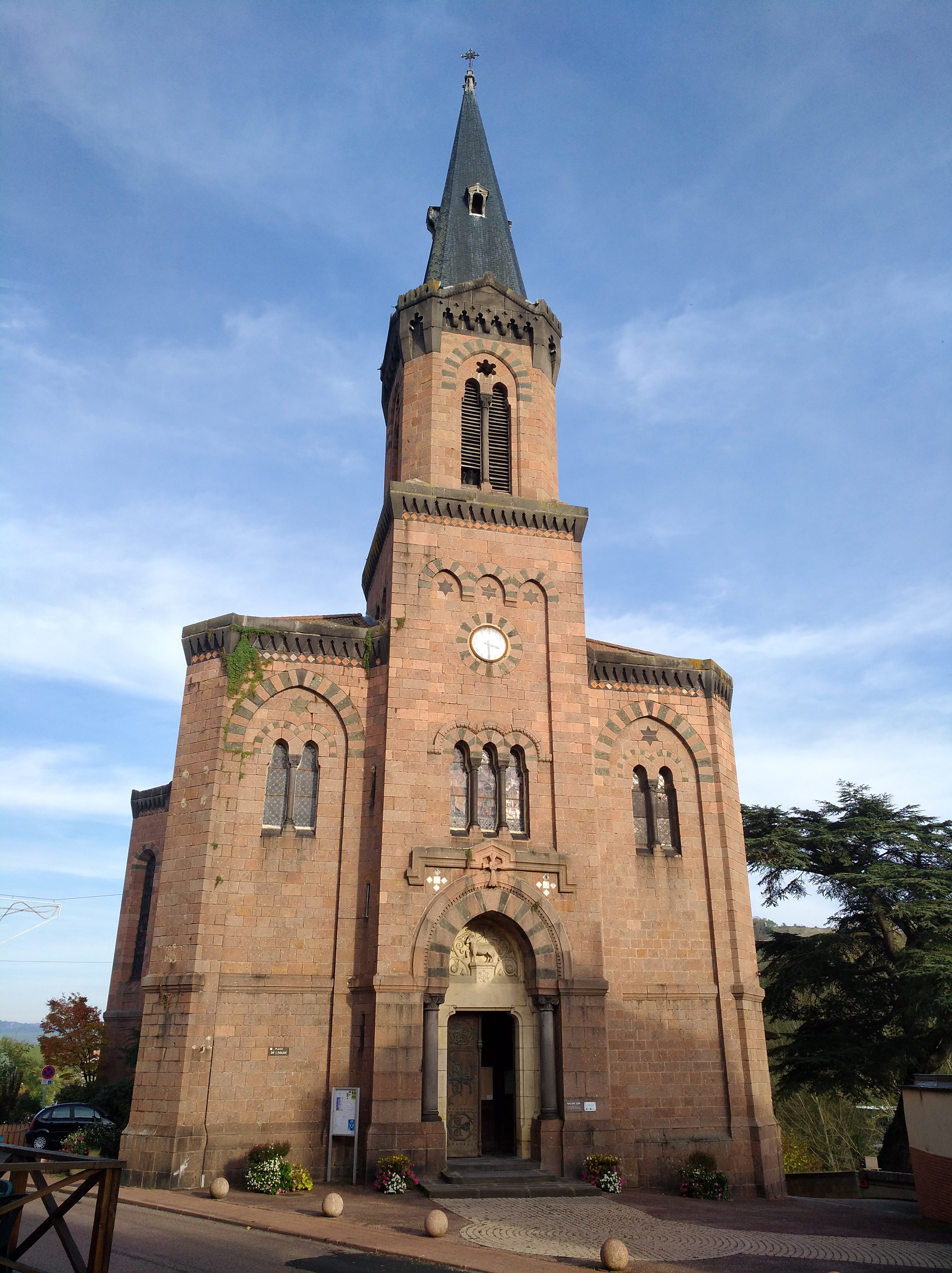
Kirche Saint-Julien
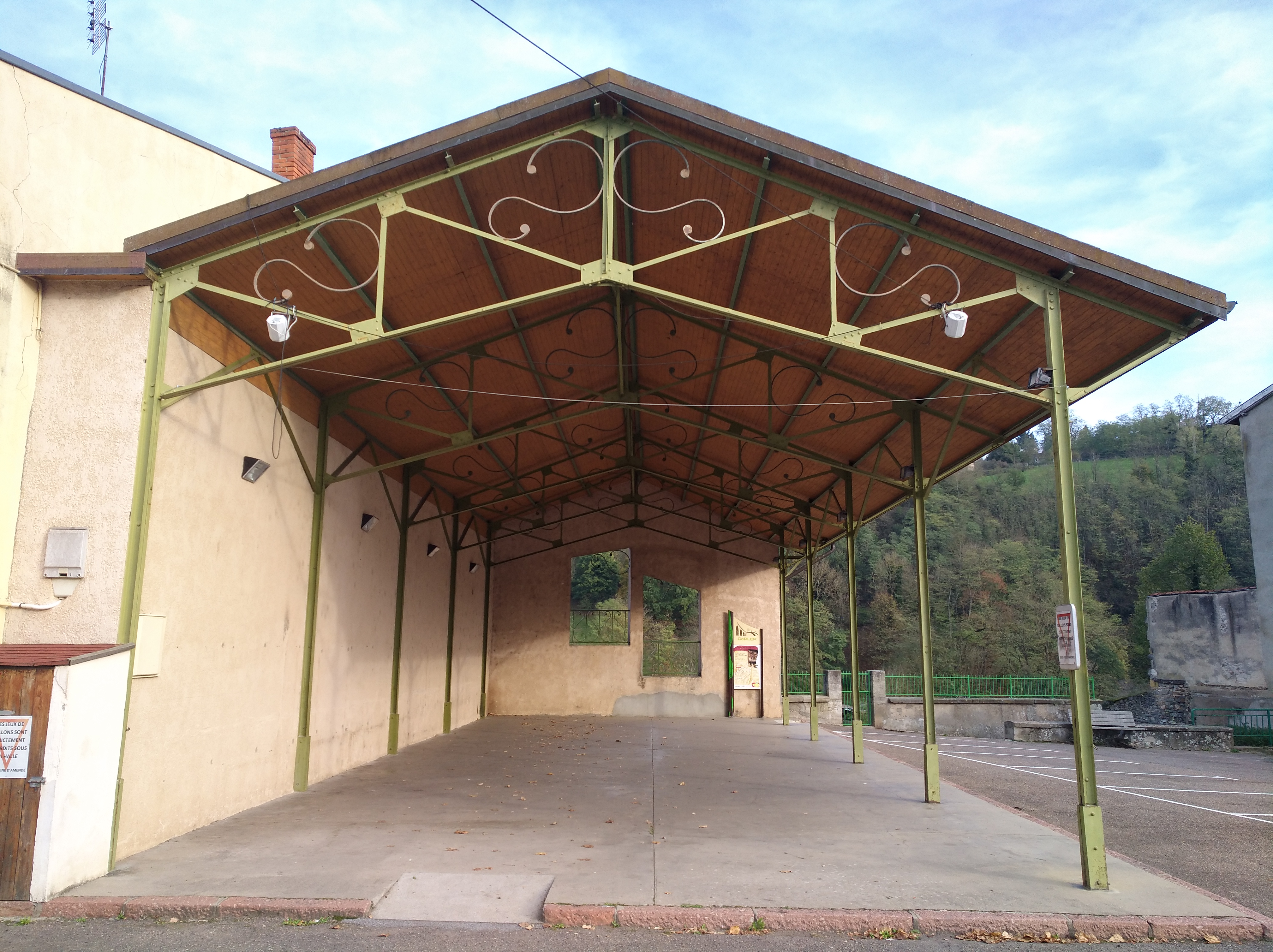
Ehemalige Markthalle
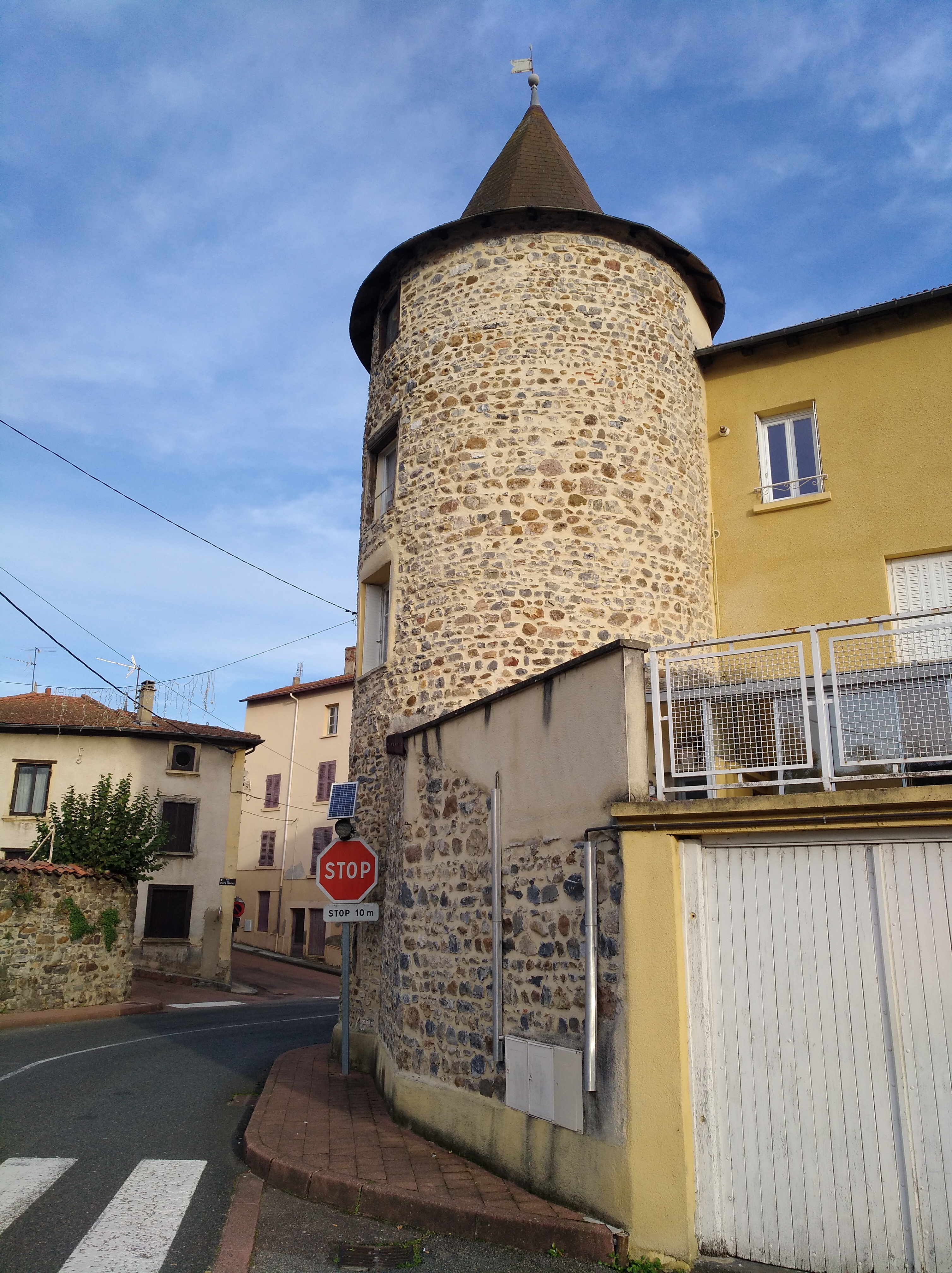
Teil der ehemaligen Ortsbefestigung

- Kirche Saint-Julien
- Ehemalige Markthalle
- Teil der ehemaligen Ortsbefestigung